# Cassia agnes
Cassia agnes là một loài thực vật có hoa trong họ Đậu. Loài này được (de Wit) Brenan miêu tả khoa học đầu tiên.